# Acosmerycoides harterti
Acosmerycoides là một chi bướm đêm thuộc họ Sphingidae, chỉ gồm một loài Acosmerycoides harterti, có ở Assam ở Ấn Độ, về phía đông ngang qua miền nam Trung Quốc tới Đài Loan và phía nam đến Thái Lan, Lào và Việt Nam.
Sải cánh dài 80–90 mm.

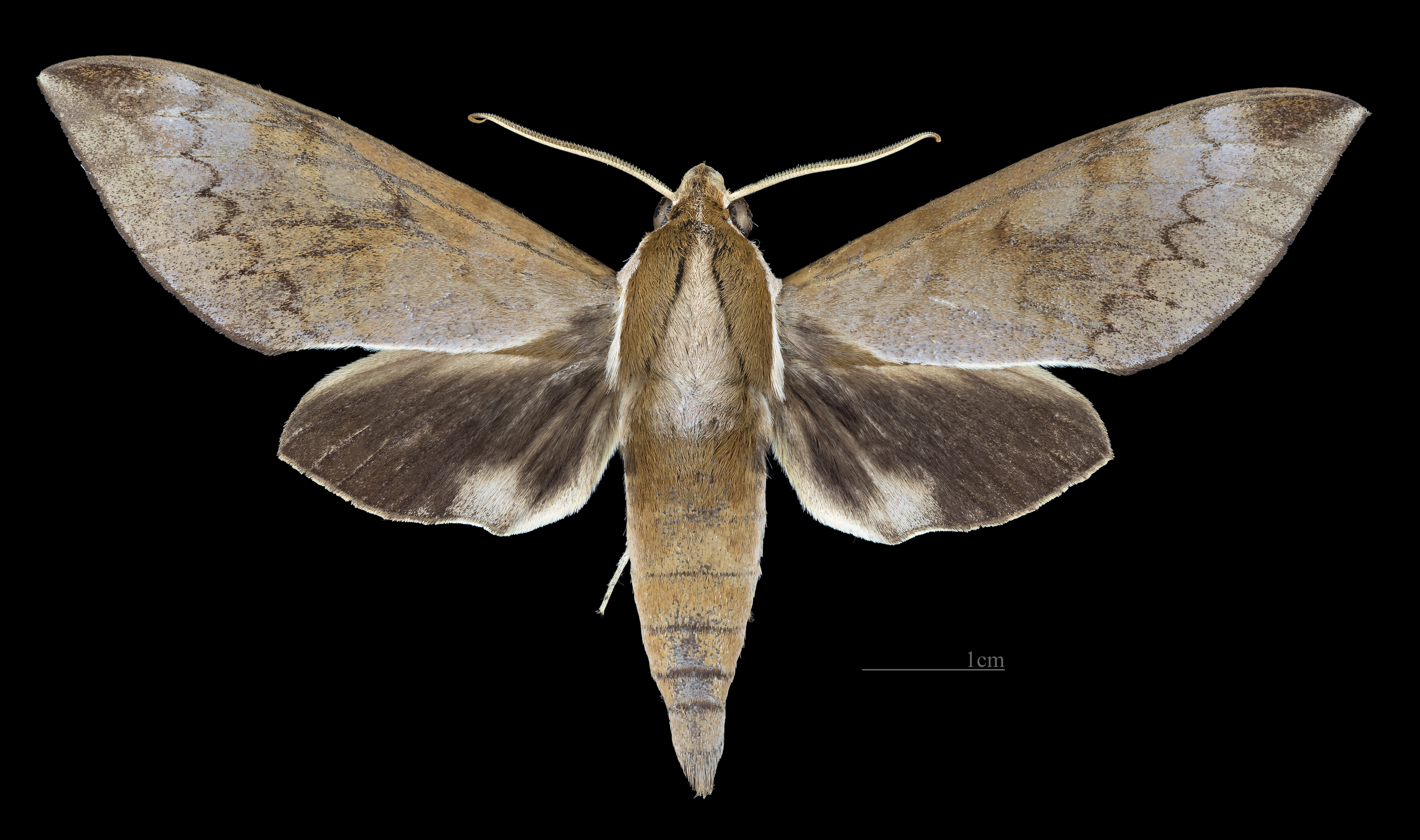
Acosmerycoides harterti ♂
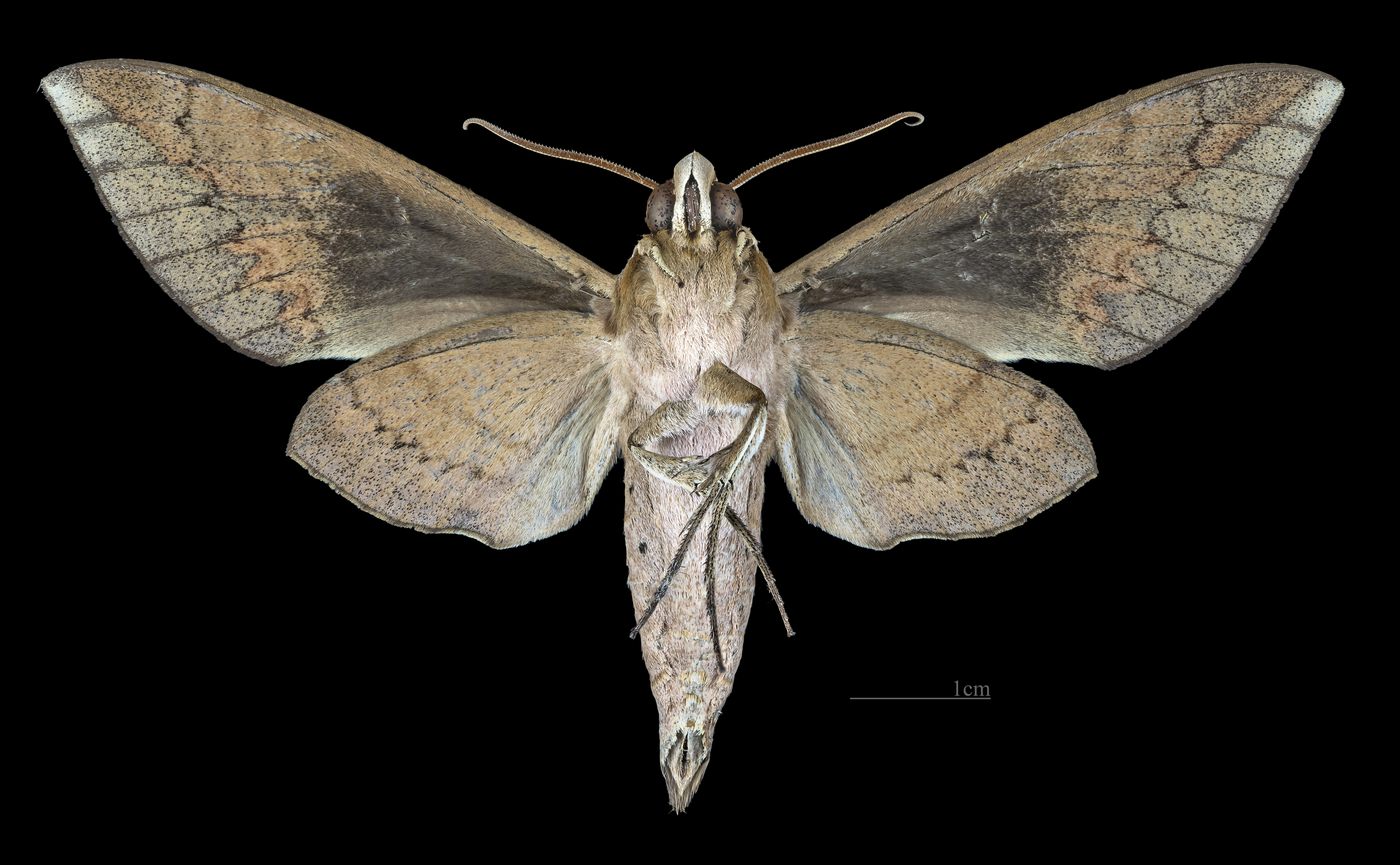
Acosmerycoides harterti ♂ △
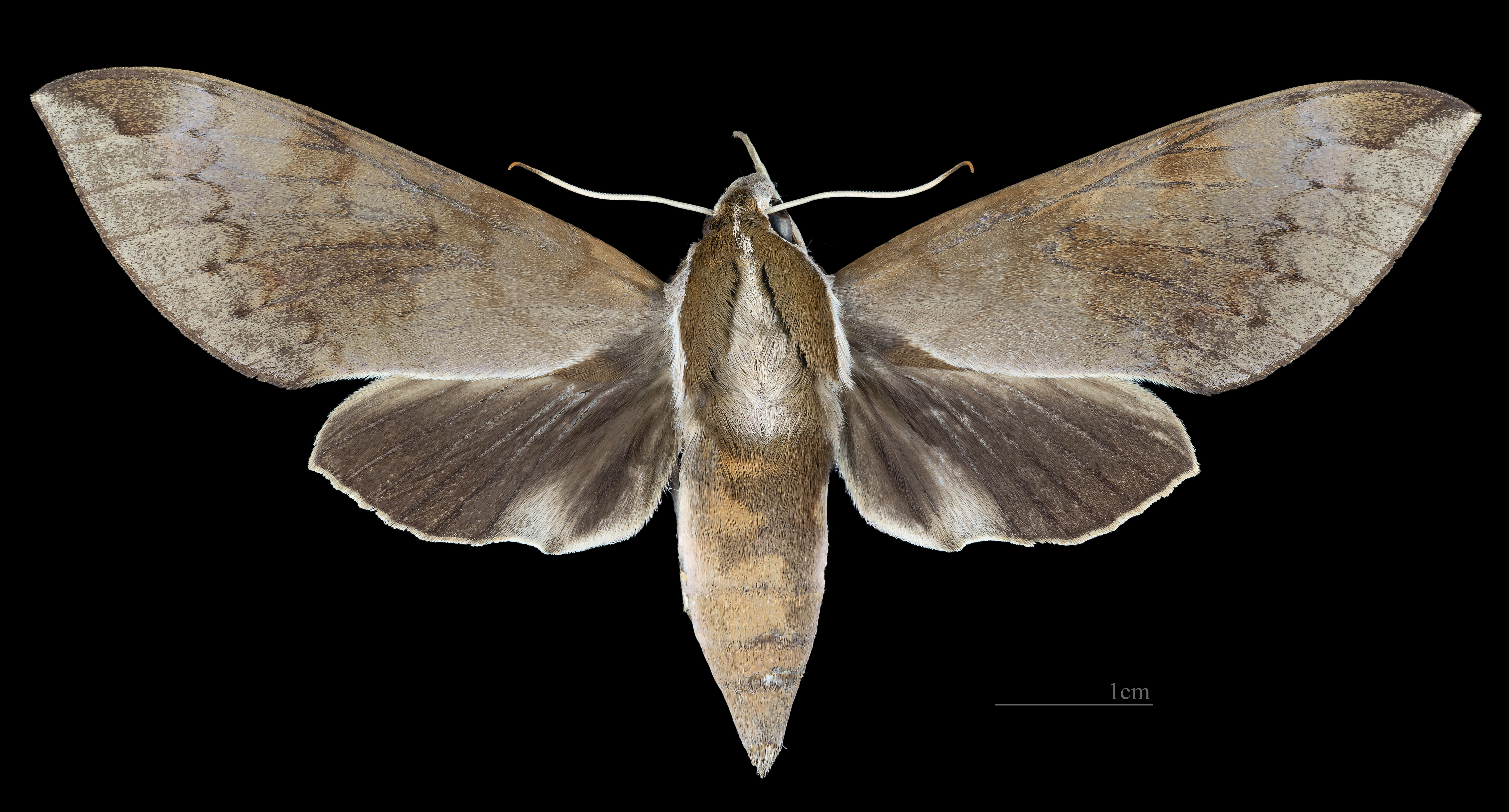
Acosmerycoides harterti ♀
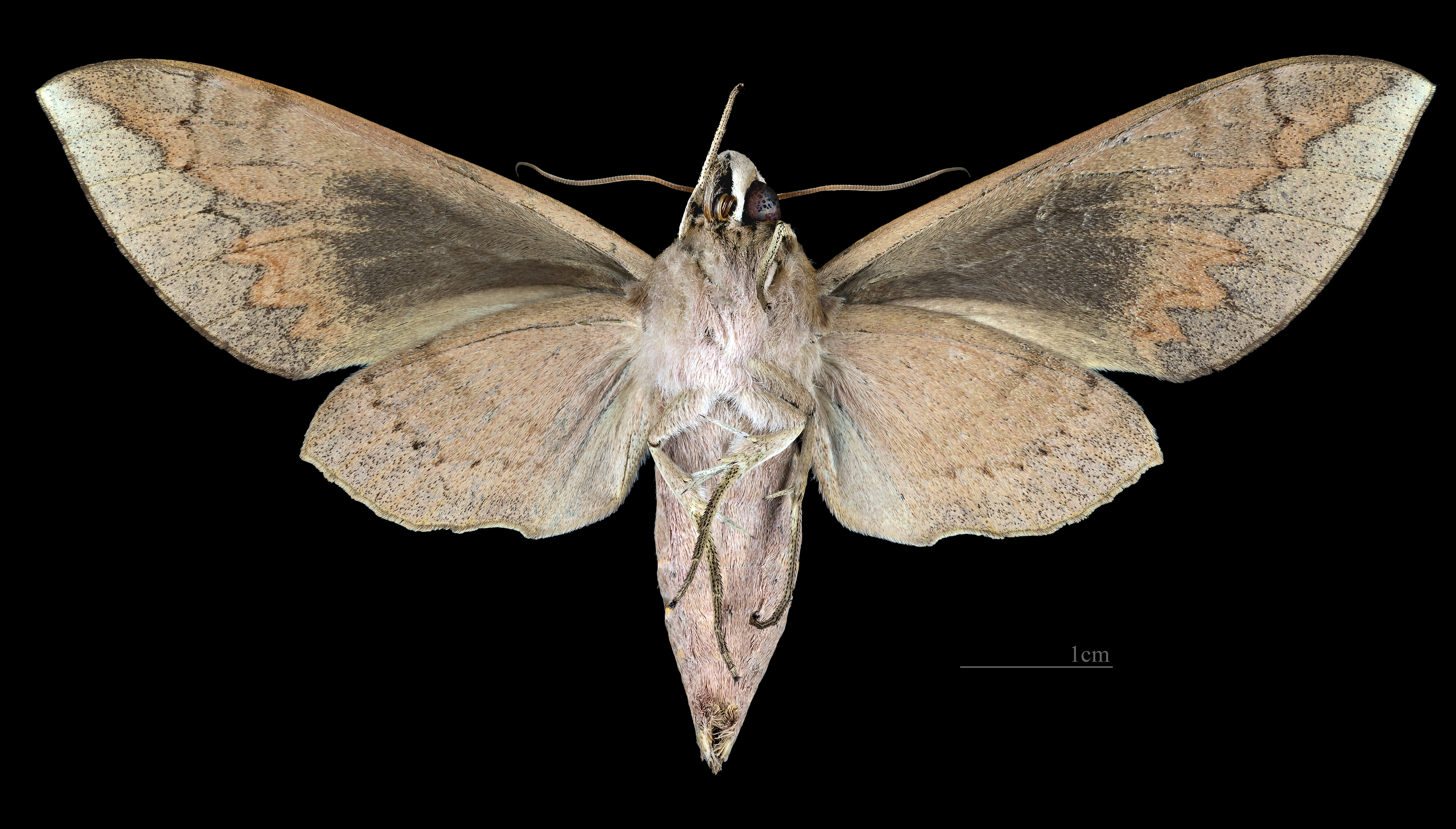
Acosmerycoides harterti ♀ △

Ấu trùng ăn các loài Vitis.